# Areo II
Areo II fue el rey agíada de Esparta desde 262 a. C. a 254 a. C.
Fue el hijo póstumo del rey Acrótato y de Quilónide. Parece haber accedido al trono a pesar de su corta edad, y muere a los 8 años. Le sucede su tío y tutor, Leónidas II.
Algunos historiadores han sugerido que el personaje de Areo II podría ser el mismo Areo I, su abuelo. Sin embargo, la mención del arconte de Delfos, Emenidas, claramente posterior a este último, demuestra que se refiere a Areo II.